# SATURDAY KICK OFF!〜歌ってお出かけベスト30〜
SATURDAY KICK OFF!〜歌ってお出かけベスト30〜（サタデー・キック・オフ!～うたっておでかけベストサーティー～）は、TOKYO FMをキーステーションにJFN系列の7局をネットして放送されていた、週末土曜朝の生放送のワイド番組である。

## 概要
「土曜の朝をつかまえて」（パーソナリティは峠恵子、木村達彦（TOKYO FMアナウンサー））の後番組として、1993年に放送開始。番組開始当初は、TOKYO FMのみの放送であったが、しばらくして関東広域のブロックネット実験番組として、信越・静岡および福島までネット局を拡大した。これを受け番組のオープニングには、FMの番組としては珍しく全ネット局の読み上げ、また1都6県早起きリポートなど地元FM局のアナウンサーが出演して、関東圏エリアの週末情報も合わせて伝えられるようにもなった。
しかし2002年4月からJFNC制作『RADIO JAPAN』がリニューアルスタートしたのと同時に、全ネット局がSATURDAY KICK OFF!のネットを打ち切り、再び（静岡は新規）JFNC制作のネットに移行したため、この番組はTOKYO FMのみの放送に戻り、放送時間も3時間枠から1時間枠へと大幅に短縮され、2004年3月に番組終了となった。
なお、キー局のTFMでは月に1回、番組の1コーナーとして石原慎太郎都知事が出演する「東京の窓から」を放送した（東京ローカル、5:30 - 6:30）。新聞のテレビ欄には「今週は石原都知事が登場」と出ていたこともあった。TFMローカルになってからは番組が独立し、放送時間も5:00 - 6:00に変更した。

## 放送時間
全て毎週土曜の放送。
- 放送開始 - 2002年3月：5:00 - 8:00
- 2002年4月 - 放送終了：5:00 - 6:00

## 出演
- DJ - 斉藤リョーツ、鈴木啓三郎（現・鈴木ケイザブロー）
- アシスタント - 淵澤由樹

## 主なコーナー
- やくみつるのやじうまスポーツ

やくみつるが電話で一週間のスポーツを振り返る。「土曜一番!花やしき」放送期間中はフジテレビの楽屋から電話していた。
- 東京の窓から

前述の通り月1回、5:30 - 6:30に放送。TOKYO FMのみの放送で、同時間帯のネット局へは通常のコーナーを裏送りで放送していた。

## タイムテーブル
番組タイトルの通り、最新カラオケランキングの楽曲を紹介しながら、コーナーを挟んで番組が進行していく。
タイムテーブルはTOKYO FM基準。「TODAY'S お出かけインフォメーション」のコーナータイトルでトラフィックリポートとエリア内の全般のお天気情報を放送。トラフィックリポートは全局TOKYO FMから同一内容を放送（エリア内の高速道路情報を中心に首都高速の情報や東京周辺の一般道の情報も伝えていた。）
- 5:00 - オープニング
- 5:05 - ヘッドラインニュース
- 5:25 - 今朝の朝刊ひろい読み
- 5:49 - トラフィックリポート
- 5:50 - TOKYO FM ブランニューソング
- 5:55 - ゴルフ場の天気
- 6:00 - 今朝一番スポーツ&芸能ニュース
- 6:16 - トラフィックリポート
- 6:20 - 天気（番組ネットエリア内の予報）
- 6:25 - ゴルフ場のお天気
- 6:35 - ゴルファーズインフォメーション
- 6:45 - トラフィックリポート
- 6:55 - TOKYO FM ニュース
- 6:57 - トラフィックリポート
- 7:00 - 朝刊一面チェック
- 7:15 - 1都6県早起きリポート
- 7:25 - トラフィックリポート
- 7:43 - トラフィックリポート
- 7:56 - トラフィックリポート
- 7:57 - エンディング

## ネット局
全て毎週土曜の放送で、放送時間の早い順から記載。
| 放送対象地域 | 放送局名                         | 放送時間    | 放送期間               | 備考   |
| ------------ | -------------------------------- | ----------- | ---------------------- | ------ |
| 東京都       | エフエム東京（TOKYO FM）         | 5:00 - 6:00 | 放送開始 - 2004年3月   | 製作局 |
| 群馬県       | エフエム群馬（FMぐんま）         | 5:00 - 8:00 | 放送開始 - 2002年3月   |        |
| 新潟県       | エフエムラジオ新潟（FM-NIIGATA） | 5:00 - 8:00 | 放送開始 - 2002年3月   | [ 3 ]  |
| 長野県       | 長野エフエム放送（FM長野）       | 5:00 - 8:00 | 放送開始 - 2002年3月   |        |
| 静岡県       | 静岡エフエム放送（K-MIX）        | 5:00 - 8:00 | 放送開始 - 2002年3月   |        |
| 栃木県       | エフエム栃木（RADIO BERRY）      | 5:00 - 8:00 | 1994年4月 - 2002年3月  |        |
| 福島県       | エフエム福島（ふくしまFM）       | 5:00 - 8:00 | 1995年10月 - 2002年3月 | [ 4 ]  |